# Amt Altengronau
Das Amt Altengronau war ein vom 15. Jahrhundert bis 1821 bestehender Verwaltungs- und Gerichtsbezirk der Familie von Hutten, der Landgrafschaft Hessen-Kassel, des Großherzogtums Frankfurt und des Kurfürstentums Hessen.

## Geschichte
Das Gericht Altengronau gelang im Rahmen der Territorialisierung nicht vollständig in den Besitz der Grafschaft Hanau, da die Familien von Hutten und von Thüngen, aber auch die Landgrafen von Hessen dort über umfangreiche Rechte verfügten. Im Rahmen der Auseinandersetzung um diese Herrschaft bildeten die von Hutten bilden aus Altengronau und ihren Anteilen an Obersinn, Mittelsinn und Aura im Sinngrund ein besonderes Amt unter Vorbehalt der Zugehörigkeit zur reichsritterlichen Matrikel. Dieses Amt wurde 1648 von Daniel von Hutten an Hessen-Kassel verkauft. Für die Anteile am Amt, die nicht der Familie Hutten gehörten, siehe Amt Aura im Sinngrund. Etwa Mitte des 18. Jahrhunderts kam das neu gegründete Dorf Jossa dazu. Nach der Mediatisierung der Herrschaft Ramholz wurden die hoheitlichen Rechte im Justizamt Ramholz durch das Amt Altengronau wahrgenommen.
Nach dem Ende der Landgrafschaft Hessen-Kassel kam das Amt an das Großherzogtum Frankfurt und wurde dort dem Departement Hanau nachgeordnet. 1812 hatte das Am folgende Orte und Einwohner:
| Ort         | Feuerstellen | Einwohner | Anmerkung |
| ----------- | ------------ | --------- | --- |
| Altengronau | 75           | 791       | |
| Jossa       | 25           | 394       | |
| Obersinn    | 16           | 308       | der größere Teil des Ortes mit 100 Feuerstellen und 559 Einwohnern gehörte zum Distrikt Burgjoß im Departement Aschaffenburg |
| Mittelsinn  | 40           | 480       | Auch hier gehörte der größere Teil des Ortes zu Burgjoß                                                                      |

In Bezug auf die Gerichtsfunktion war nun das Hofgericht Hanau dem Amt Altengronau übergeordnet, siehe Gerichtsorganisation im Großherzogtum Frankfurt.
Nach dem Ende des Großherzogtums Frankfurt kam das Amt an das Kurfürstentums Hessen. 1821 wurde hier die Trennung der Rechtsprechung von der Verwaltung eingeführt. Die Verwaltungsaufgaben übernahm der Landkreis Schlüchtern und die Gerichtsaufgaben das Justizamt Schwarzenfels.